# Lista de ases da aviação da Alemanha na Segunda Guerra Mundial por tanques destruídos

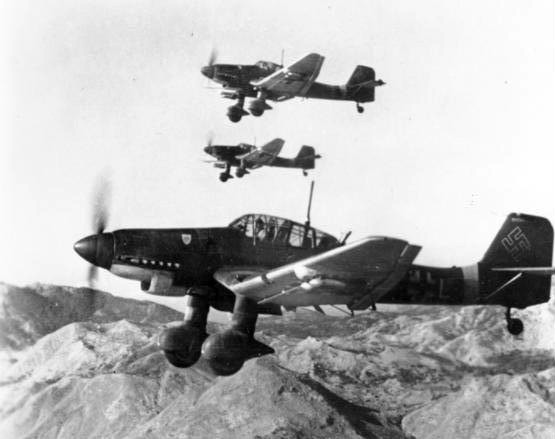
Formação de bombardeiros de mergulho Junkers Ju 87 Stuka. O Ju 87 foi o principal avião usado pelos alemães em ataque contra tanques inimigos.

Esta é uma lista dos ases da aviação alemães da Segunda Guerra Mundial por tanques destruídos. Um ás da aviação é um militar que, aos comandos ou a bordo de uma aeronave, abate cinco ou mais aviões inimigos, tendo-se adaptado este conceito também para alvos navais e terrestres como navios, tanques, e outros veículos militares; não apenas pilotos alcançavam o estatuto de ás, sendo que qualquer militar (por exemplo um atirador, um operador de rádio ou um observador) a bordo de uma aeronave que tivesse acesso a uma metralhadora, se abatesse um avião, podia contabilizar uma vitória para si. Hans-Ulrich Rudel foi o maior ás da aviação por tanques destruídos, o que fez dele o piloto de bombardeiros de mergulho Junkers Ju 87 Stuka mais condecorado da guerra, aeronave esta que por sua vez foi a mais utilizada pelos aviadores, listados neste artigo, para a realização das suas missões de ataque ar-terra.

## Lista
A lista está organizada em ordem decrescente por número de tanques destruídos.
| Nome                   | Posto         | Tanques Destruídos | Aviões destruídos | Missões de Combate |
| ---------------------- | ------------- | ------------------ | ----------------- | ------------------ |
| Hans-Ulrich Rudel      | Oberst        | 519+               | 9                 | 2530               |
| Hartmut Vogt           | Oberleutnant  | 125                |                   |                    |
| Anton Hübsch           | Oberfeldwebel | 120+               | 8                 | 1060               |
| Gerhard Stüdemann      | Hauptmann     | 117                |                   | 996                |
| Alois Wosnitza         | Oberfeldwebel | 104                | 2                 | 1217               |
| Hendrik Stahl          | Hauptmann     | 100+               |                   | 1200               |
| Jacob Jenster          | Leutnant      | 100+               |                   | 1000               |
| Anton Korol            | Leutnant      | 99                 |                   | 704                |
| Wilhelm Joswig         | Oberleutnant  | 88                 | 2                 | 820                |
| Max Diephold           | Oberleutnant  | 87                 |                   | 500                |
| Wilhelm Noller         | Leutnant      | 86                 | 2                 | 1058               |
| Hanns Ludwig           | Oberfeldwebel | 85                 |                   | 750                |
| Heinz Edhofer          | Oberfeldwebel | 84                 | 1                 | 700+               |
| Kurt Plenzat           | Leutnant      | 80                 | 4                 | 1234               |
| Theodor Nordmann       | Major         | 80                 |                   | 1200               |
| Siegfried Fischer      | Oberfeldwebel | 80                 | 15                | 713                |
| Rudolf-Heinz Ruffer    | Hauptmann     | 80                 |                   | 300                |
| Kurt Lau               | Hauptmann     | 80                 | 2                 | 897                |
| Hans-Joachim Jäschke   | Oberleutnant  | 78                 |                   | 553                |
| Helmut Hannemann       | Oberleutnant  | 77                 |                   | 311                |
| Hubert Pölz            | Hauptmann     | 76                 | 11                | 1055               |
| Wilhelm Bromen         | Oberleutnant  | 76                 | 7                 | 965                |
| Rainer Nossek          | Oberleutnant  | 73+                |                   | 800                |
| Gustav Schubert        | Oberleutnant  | 70+                | 3                 | 1100               |
| Otto Ritz              | Feldwebel     | 70                 | 2                 |                    |
| Hans-Hermann Steinkamp | Hauptmann     | 70                 |                   | 324                |
| Johann Klaus           | Hauptmann     | 65+                | 2                 | 812                |
| Werner Fehdler         | Oberfeldwebel | 65                 |                   |                    |
| Erwin Diekwisch        | Hauptmann     | 64                 | 12                | 934                |
| Otto Schmidt           | Hauptmann     | 61                 |                   | 555                |
| Andreas Kuffner        | Hauptmann     | 60+                |                   | 700                |
| Josef Blümel           | Feldwebel     | 60                 |                   | 123                |
| Willi Tritsch          | Oberleutnant  | 60                 | 20                | 580                |
| Alfred Gies            | Oberfeldwebel | 54                 |                   |                    |
| Herbert Bauer          | Major         | 51                 | 11                | 1071               |
| Egon Stoll-Berberich   | Hauptmann     | 50+                |                   | 734                |
| Bruno Meyer            | Major         | 50                 |                   | 500                |
| Franz Oswald           | Hauptmann     | 50                 |                   | 300                |
| Franz Roka             | Hauptmann     | 50                 | 4                 | 515                |
| Karl Bleckl            | Hauptmann     | 48+                |                   | 950                |
| Josef Huber            | Oberfeldwebel | 46                 |                   | 721                |
| Hermann Buchner        | Leutnant      | 46                 | 58                | 631                |
| Anton Andorfer         | Hauptmann     | 45+                |                   | 900                |
| Ulrich Mundt           | Oberfeldwebel | 40                 |                   |                    |
| Heinz Meyer            | Oberfähnrich  | 40                 |                   | 618                |
| Heinz Seiffert         | Oberleutnant  | 37                 |                   | 350                |
| Otto Heinrich          | Oberfeldwebel | 35                 | 3                 |                    |
| Herbert Dawedeit       | Leutnant      | 34+                |                   | 800                |
| Wolfgang Ensle         | Oberfeldwebel | 34                 |                   | 760                |
| Otto Hulsch            | Oberleutnant  | 34                 |                   | 600                |
| Hans Luhr              | Oberfeldwebel | 33                 |                   | 800+               |
| Adolf Weiss            | Oberfeldwebel | 32+                |                   | 900+               |
| Karl Janke             | Major         | 32                 |                   | 500                |
| Ernst Orzegowski       | Leutnant      | 31                 | 3                 | 682                |
| Hans Steinwachs        | Hauptmann     | 31                 |                   | 600+               |
| Werner Honsberg        | Oberfeldwebel | 30                 | 2                 |                    |
| Wilfred Herling        | Hauptmann     | 26+                |                   |                    |
| Erhard Jähnert         | Hauptmann     | 25+                |                   | 622                |
| Erich Peter            | Oberfeldwebel | 25                 |                   |                    |
| Eduard Tratt           | Major         | 24                 | 38                | 350                |
| Siegfried Huber        | Oberfeldwebel | 24                 |                   |                    |
| Willi Viertel          | Hauptmann     | 24                 |                   | 600+               |
| Herbert Piske          | Oberleutnant  | 23                 | 3                 | 783                |
| Hans Peterburs         | Oberfeldwebel | 19+                | 18+               | 300                |
| Heinz Graber           | Leutnant      | 19+                |                   | 500                |
| Horst Schiller         | Major         | 17                 |                   | 466                |
| Rudolf Trenn           | Hauptmann     | 17                 |                   | 518                |
| Erich Hanne            | Leutnant      | 16+                |                   | 538                |
| Arnold Döring          | Leutnant      | 16                 | 23                | 392                |
| Johannes Lutter        | Hauptmann     | 15+                | 12                | 400+               |
| Hans-Adolf Meyer       | Oberleutnant  | 12+                |                   | 402                |
| Peter Jenne            | Hauptmann     | 12                 | 17                |                    |
| Udo Cordes             | Oberleutnant  | 11+                | 2                 | 296                |
| Karl Spreitzer         | Leutnant      | 11                 |                   | 652                |
| August Lambert         | Oberleutnant  | 10+                | 116               | 350                |
| Ernst-Wilhelm Reinert  | Hauptmann     | 10                 | 174               | 700                |
| Friedrich Platzer      | Hauptmann     | 6                  |                   | 387                |